# MotoE
La MotoE, disputant la Coupe du monde FIM Enel MotoE, est une catégorie de course de vitesse moto sur circuit lancée en 2019 par la Fédération internationale de motocyclisme (FIM), disputée avec des motos électriques. Depuis sa création, la grille est composée d'un modèle unique de machine, d'abord l'Energica Ego Corsa fabriquée par Energica Motor Company, puis, dès 2023, un engin développé par le constructeur Ducati, la V21L. Le choix du manufacturier s'est lui porté sur Michelin.

## Saisons

### 2019
La saison inaugurale de la MotoE a été sérieusement bouleversée, en effet, cette nouvelle catégorie devait initialement être introduite lors du championnat du monde de vitesse moto 2019 (MotoGP) sur cinq des circuits européens mais un incendie eu lieu en mars 2019 à Jerez, en Espagne. Celui-ci, en lien avec la recharge des batteries, a détruit la structure d'accueil et la quasi-totalité des machines de course présentes sur le circuit. Les deux premières courses, qui devaient se dérouler à Jerez le 5 mai et au Mans le 19 mai ont été annulées. Un nouveau programme, de six courses sur quatre sites, fut mis au point fin mars pour débuter en juillet. Ce nouveau chapitre, incluant douze équipes et alignant une grille de 18 pilotes, s'est déroulé jusqu'en novembre. À l'issue de cette saison inaugurale chamboulée, Matteo Ferrari (en), pilote Italien du team Trentino Gresini Moto E, est devenu le premier champion MotoE de l'histoire.

### 2020
La seconde saison a été disputée sur sept manches et trois circuits différents. En raison de la pandémie de COVID-19, le début de saison a dû être reporté en juillet et celle-ci n'a commencée qu'à Jerez. Jordi Torres (en) fut sacré champion du monde, à l'issue de sa première saison dans ce récent championnat électrique, après avoir réalisé quatre podiums dont une victoire. Ses dauphins, Matteo Ferrari et Dominique Aegerter ont également décroché quatre podiums, dont deux victoires chacun, mais ont été victimes d'abandons et de mauvais classements lors des courses suivantes.

### 2021
Pour cette troisième édition, le team Marc VDS s'est retiré, invoquant des conflits d'horaires. Sept courses sont programmées, la première se tenant en mai à Jerez. La dernière manche, disputée sur le circuit d'Assen, sera pleine de rebondissements. Dominique Aegerter, en retard au championnat sur Jordi Torres prendra de nombreux risques en fin de course, finissant par faire chuter Torres tout en franchissant la ligne d'arrivée en vainqueur. Torres, parvenu à terminer la course en treizième place, verra la direction de course infliger une pénalité de 38 secondes au pilote suisse qui fut donc rétrogradé en douzième position. Finalement, Jordi Torres est donc sacré champion du monde MotoE pour la deuxième année consécutive, Dominique Aegerter terminant second au championnat et Eric Granado (en) troisième.

### 2023
Pour la saison 2023, une nouvelle machine a été développée par le constructeur italien Ducati : la V21L. Celle-ci, comme la précédente, équipera tous les concurrents participant à cette série monotype.

## Récapitulatif des saisons

### Champions du monde
| Saison | Nombre de courses | Champion            | Deuxième           | Troisième          |
| ------ | ----------------- | ------------------- | ------------------ | ------------------ |
| 2019   | 6                 | Matteo Ferrari (en) | Bradley Smith      | Eric Granado (en)  |
| 2020   | 7                 | Jordi Torres (en)   | Matteo Ferrari     | Dominique Aegerter |
| 2021   | 7                 | Jordi Torres        | Dominique Aegerter | Eric Granado       |
| 2022   | 12                | Dominique Aegerter  | Eric Granado       | Matteo Ferrari     |
| 2023   | 12                | Mattia Casadei      | Jordi Torres       | Matteo Ferrari     |
| 2024   | 12                | Héctor Garzó        | Mattia Casadei     | Óscar Gutiérrez    |

## Bilan

### Grands Prix
| Manche                           | Circuit                                                 | Courses par saison | Courses par saison | Courses par saison | Événements (par circuit) |
| Manche                           | Circuit                                                 | 2019               | 2020               | 2021               | Événements (par circuit) |
| -------------------------------- | ------------------------------------------------------- | ------------------ | ------------------ | ------------------ | ------------------------ |
| Grand Prix moto d'Allemagne      | Sachsenring, Hohenstein-Ernstthal                       | 1                  |                    |                    | 1                        |
| Grand Prix moto d'Autriche       | Red Bull Ring, Spielberg                                | 1                  |                    | 1                  | 2                        |
| Grand Prix moto de Saint-Marin   | Misano World Circuit Marco Simoncelli, Misano           | 2                  | 1                  | 2                  | 5                        |
| Grand Prix de Valence            | Circuit Ricardo Tormo, Valencia                         | 2                  |                    |                    | 2                        |
| Grand Prix moto d'Espagne        | Circuit de Jerez, Jerez de la Frontera                  |                    | 1                  | 1                  | 2                        |
| Grand Prix moto d'Andalousie     | Circuit de Jerez, Jerez de la Frontera                  |                    | 1                  |                    | 2                        |
| Grand Prix moto d'Émilie-Romagne | Misano World Circuit Marco Simoncelli, Misano Adriatico |                    | 2                  |                    | 2                        |
| Grand Prix moto de France        | Circuit Bugatti, Le Mans                                |                    | 2                  | 1                  | 3                        |
| Grand Prix moto de Catalogne     | Circuit de Barcelona-Catalunya, Montmeló                |                    |                    | 1                  | 1                        |
| Grand Prix moto des Pays-Bas     | TT Circuit Assen, Assen                                 |                    |                    | 1                  | 1                        |

### Total de courses
| Courses | 2019 | 2020 | 2021 | 2022 | 2023 | 2024 | Total |
| ------- | ---- | ---- | ---- | ---- | ---- | ---- | ----- |
| Courses | 6    | 7    | 7    | 12   | 12   | 12   | 56    |